# Thymallus burejensis
Thymallus burejensis är en fiskart som beskrevs av Antonov 2004. Thymallus burejensis ingår i släktet Thymallus och familjen laxfiskar. Inga underarter finns listade i Catalogue of Life.